# Mankells Wallander: Der wunde Punkt
Der wunde Punkt (schwedisch: Den svaga punkten) ist ein schwedischer Fernsehfilm aus dem Jahr 2006.
Es handelt sich um die siebte Folge der ersten Staffel, also die insgesamt siebte Folge der schwedischen Kriminalserie Mankells Wallander mit Krister Henriksson in der Hauptrolle. Die Erstausstrahlung in Schweden erfolgte am 15. März 2006 auf TV4; die deutschsprachige Erstausstrahlung erfolgte am 29. Dezember 2006 auf Das Erste.

## Handlung
Als die zwei jungen Mädchen Johanna und Sara am Gestüt des Pferdezüchters Joachim Hermansson vorbeiradeln, läuft eines seiner Pferde vom Gestüt davon. Wenig später finden sie Hermansson tot in seinem Stall vor. Es hat den Anschein, dass er von einem Pferd erschlagen wurde.
Während einer Autofahrt lernt Wallander eine Frau namens Anja kennen, die mitten auf der Straße läuft. Sie nimmt sein Angebot an, sich von ihm im Auto mitnehmen zu lassen. Er lässt sie bei sich zuhause auf dem Sofa schlafen.
Die beiden Mädchen sagen aus, dass sie bei Hermansson reiten dürfen, wenn sie im Stall mithelfen. Johannas Mutter hat ihrer Tochter eigentlich das Reiten verboten; Johanna solle eigentlich richtigen Reitunterricht im YRK, dem Reitclub von Ystad, nehmen, will aber lieber mit Sara reiten.
Stefan und Linda wollen Marina Söderkvist, die Besitzerin des Nachbarhofes befragen, die sich zurzeit aber bei ihrer Schwester aufhält. Jesper Nilsson, ein Freund von Hermansson, betritt in der Nacht das Haus und durchsucht die Schränke.
Das Team um Wallander feiert am Strand den Abschied von Ann-Britt, die demnächst eine neue Stelle in Malmö antritt.
Es stellt sich heraus, dass der Tod von Hermansson kein Unfall war. Er wurde niedergeschlagen, sein Tod sollte wie ein Unfall aussehen. Svartman, der ihn persönlich kannte, beschreibt ihn als netten Kerl und Einzelgänger, der ab und zu auf der Pferderennbahn gewettet hat. Sara berichtet von einem Streit zwischen Hermansson und Johannas Mutter vor zwei Wochen, kann aber nicht sagen, um was es bei diesem Streit ging.
Jesper Nilsson verbrennt in einer Tonne auf seinem Grundstück einige Unterlagen. Laut Jesper Nilssons Aussage hatte Matilda Johansson ein Auge auf Hermansson geworfen. Als Stefan sie befragen will, zeigt sie sich ziemlich abweisend; zudem hat sie anscheinend nationalistische Tendenzen. Jesper Nilsson sagt weiterhin aus, dass Hermansson letzten Freitag anscheinend ziemlich viel Geld auf der Pferderennbahn gewonnen hat. Wallander findet auf Nillsons Grundstück die noch rauchende Tonne mit den Resten der verbrannten Unterlagen.
Svartman forscht auf der Pferderennbahn nach. Laut Aussage der Kassiererin hat Hermansson nie gewonnen, auch nicht letzten Freitag, verspielte aber bis zu 30.000 Kronen pro Wochenende. Sein Geld habe er mit der Zucht von Pferden verdient.
Wallander trifft sich in der Zwischenzeit mit Anja zum Kaffee. Sie ist Psychiaterin und lebt mit ihrem Mann in Trennung. Nach dem Kaffee verbringen sie einige schöne Momente am Strand.
Bei der nächsten Untersuchung von Hermanssons Haus ist die Tür abgeschlossen, obwohl sie vorher offen war; es scheint also jemand da gewesen zu sein, der Hermansson kannte. Auf dem Dachboden findet Wallander einen kleinen Schrank aufgebrochen vor. Während Jesper Nilsson weitere Unterlagen verbrennt, setzt er seine Schwester unter Druck, dass sie ihm ein falsches Alibi geben soll.
Laut Johannas Eltern hatte es keinen ernsthaften Hintergrund, warum ihre Tochter nicht bei Hermansson reiten sollte; in dem Streit vor zwei Wochen ging es darum, dass sie seiner Meinung zumindest hätten anbieten sollen, dafür Geld zu bezahlen, dass er ihre Tochter bei sich reiten ließ. Nyberg findet inzwischen die Tatwaffe, eine Untersuchungszange für Pferdehufe. Stefan verdächtigt Marina und nimmt sie mit aufs Präsidium, als sie sich weigert, ihm ihre Untersuchungszange zu zeigen. Er vermutet, dass Hermansson letzten Freitag Geld auf der Pferderennbahn gewonnen hat und Marina ihn deswegen umbrachte. Da wird bei ihr zuhause ein Umschlag mit 50.000 Kronen gefunden; auf der gefundenen Untersuchungszange befinden sich ihre Fingerabdrücke. Beim Verhör lässt Stefan sie seine Abneigung spüren. Auf Grund von Stefans Verhalten bricht Wallander das Verhör ab, hält Marina aber weiterhin für verdächtig.
Nyberg findet in einem Koffer auf dem Dachboden in Hermanssons Haus einen Koffer mit SM-Ausstattung und Fotos von Dominas.
Nilsson gibt zu, nach Hermanssons Tod in dessen Haus gewesen zu sein, bestreitet aber, den Schrank auf dem Dachboden aufgebrochen zu haben; die 50.000 Kronen im Umschlag hätte Hermansson Marina für das Decken der Pferde geschuldet. Auf die Domina-Fotos angesprochen, meint er, jemand hätte sie Hermannson untergeschoben. Nyberg kann nur noch nachweisen, dass Nilsson in der Tonne auf seinem Grundstück Papier verbrannt hat, kann aber nicht sagen, um was für Unterlagen es sich dabei handelte.
Linda hakt bei Johanna und Sarah nach, ob Hermansson jemals zudringlich zu ihnen war, doch beide Mädchen bestreiten dies. Wallander findet heraus, dass Hermansson sich bei den Dominas, die er besucht hat, mehrere tausend Kronen geliehen und nicht zurückgezahlt hat. In diesem Zusammenhang scheint er die wunden Punkte der Dominas ausgenutzt zu haben. Da gegen Marina nichts mehr vorliegt, muss die Polizei sie gehen lassen. Sie sagt noch aus, dass sie letzten Freitag eine der Dominas auf den Fotos gesehen hat.
Da nimmt Wallander die begüterte Carolina Magnusson ins Visier, die im Vorstand eines multinationalen Konzerns arbeitet. Sie räumt ein, dass sie anderthalb Jahre lang ein Verhältnis mit Magnusson hatte. Sie hat ihm innerhalb eines halben Jahres eine Million Kronen für die Renovierung seines Hofes geliehen. Bei einem Überraschungsbesuch musste sie feststellen, dass die Renovierung des Hofes nur ein Bluff war. Er hat auch danach Geld verlangt, doch scheint diesmal, so Magnusson, eine andere Person dahinter gesteckt zu haben. Als Wallander Nilsson verdächtigt, meldet dessen Schwester ihn als vermisst. Wallander lässt nach ihm fahnden; Stefan stellt ihn.
Da meldet sich Johanna auf der Polizeistation und erzählt, dass am Morgen des Mordes die Brille ihres Vaters auf Hermannsons Hof gefunden hat. Ihre Mutter Magdalena war einst Domina und hat Hermansson Geld geliehen. Als ihr Mann das Geld zurückhaben wollte, wurde er von Hermansson ausgelacht, worauf er ihn mit der Untersuchungszange erschlagen hat. Daraufhin hat Jesper Nilsson das geschuldete Geld für sich beansprucht. In Nilssons Fall hat Wallander durch sein Erscheinen Schlimmeres verhindert.
Als Wallander Anja ein weiteres Mal auf dem Marktplatz trifft, lässt sie ihn seine Augen schließen und verschwindet.

## Kritiken
„Teil einer (Fernseh-)Krimireihe mit dem Personenarsenal der Romane von Henning Mankell. Dieses Mal stiftet die Affäre des leicht abwesenden Chefermittlers mit einer Psychiaterin für weitere Verwirrung. - Ab 14.“